# Macarostola gamelia
Macarostola gamelia là một loài bướm đêm thuộc họ Gracillariidae. Nó được tìm thấy ở Indonesia (Java).
Ấu trùng ăn Eugenia polyantha. Chúng có thể ăn lá nơi chúng làm tổ.